# Shiokazepark

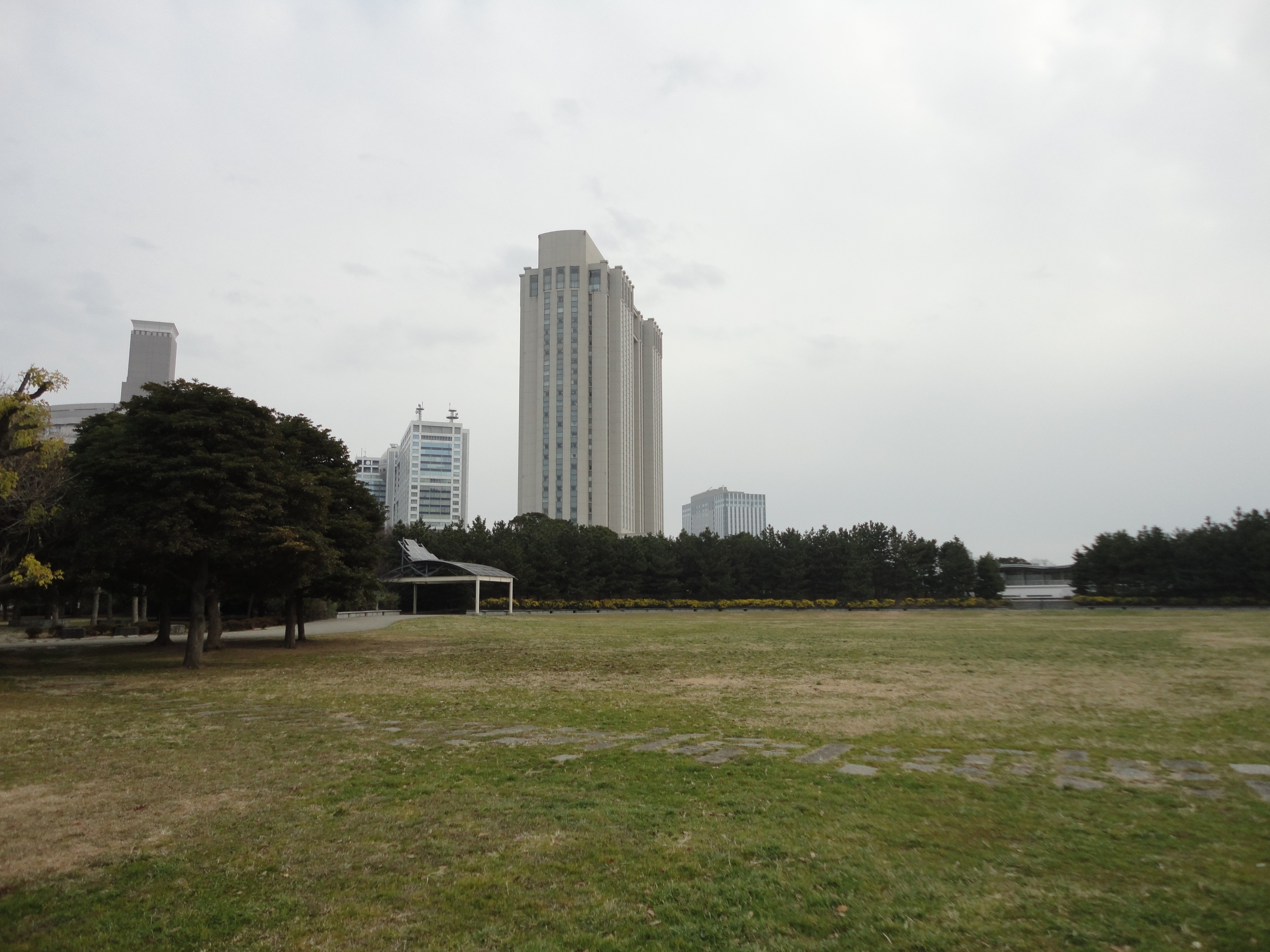
Ligweide in het noordelijk deel van het Shiokazepark

Het Shiokazepark (Japans: 潮風公園) is een park in de Japanse hoofdstad Tokio op het eiland Odaiba. Het park grenst aan de Baai van Tokio en maakt bestuurlijk gezien deel uit van de wijk Shinagawa.
In 1974 werd op de plaats van een voormalige vuilnisbelt een park aangelegd. Van 1992 tot en met 1996 werd het in het kader van grotere stadsvernieuwingen omgevormd tot het huidige Shiokazepark. Het Shiokazepark was in 2021 de speellocatie voor het olympisch beachvolleybaltoernooi.
De oppervlakte bedraagt zo'n 15,5 hectare. Het park wordt in tweeën gedeeld door de Bayshore Route. Het noordelijk deel kent een parkachtige structuur met relatief veel bomen en een grote ligweide. Daarnaast loopt een promenade van de ingang aan de oostzijde naar het water aan de westzijde; het einde van de promenade aan de waterkant wordt gekenmerkt door een grote zonnewijzer. Het zuidelijk deel kent ook een promenade van de wegzijde naar de zee, maar is strakker vormgegeven. Langs de promenade staan onder andere Washingtonia-palmen en Japanse sierkersen; aan het eind van de promenade ligt een fontein. In het zuidoosten van het park bevindt zich verder het Museum van Oceanografie. Parallel aan de kust loopt in beide delen tevens een strandpromenade.